# Kontaktverfahren (Betonbau)

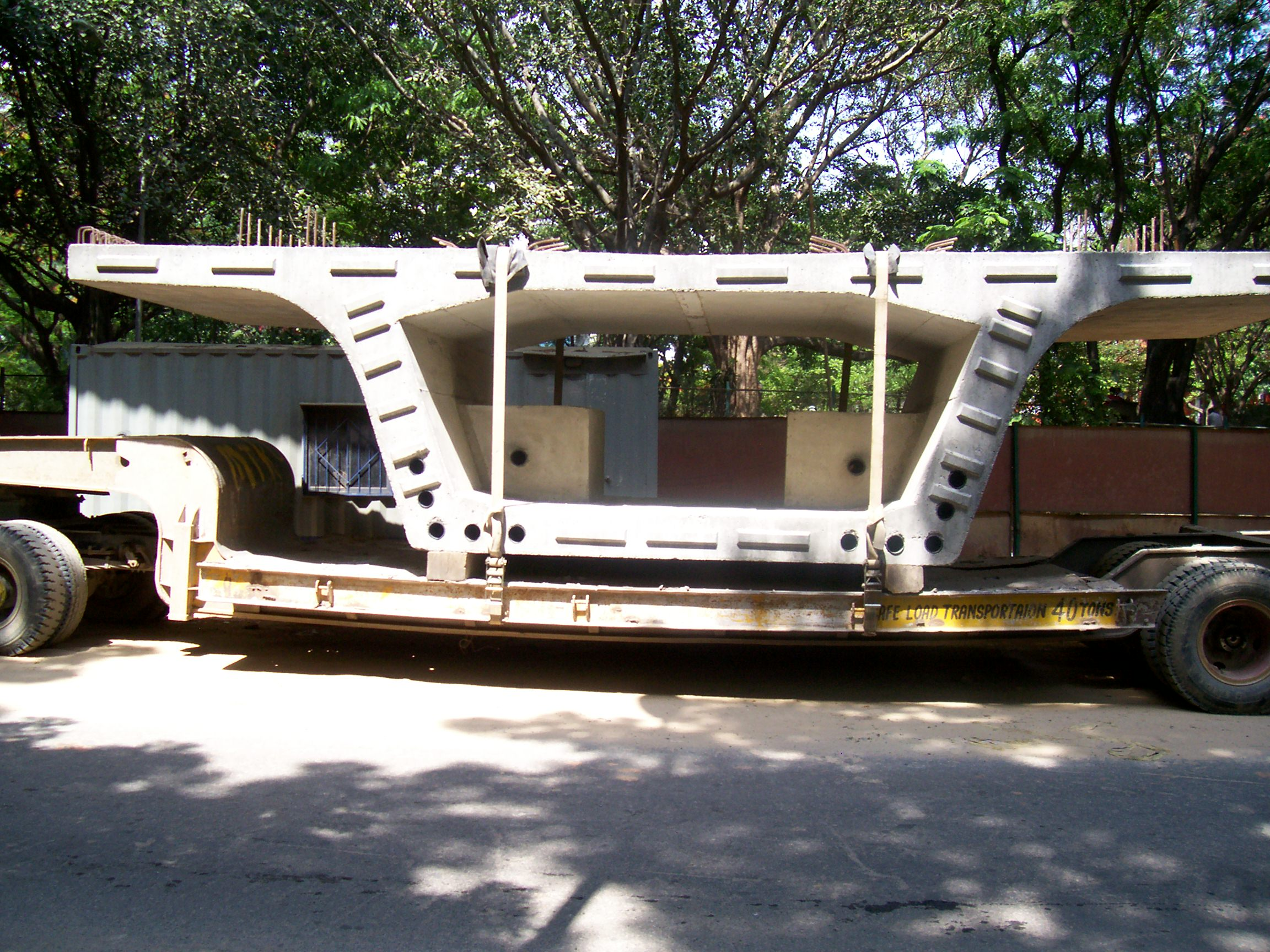
Vorgefertigtes Brückensegment auf einem Tieflader. Gut erkennbar sind die Erhebungen zur Übertragung der Scherkräfte (engl. male shear keys) sowie die Löcher, durch die später die Spannglieder geführt werden.

Unter dem Kontaktverfahren (oft auch kurz: Match Casting aus der englischen Bezeichnung Match Casting Method) versteht man bei der Betonfertigteilherstellung ein Verfahren, bei dem einzelne Segmente, die später wieder zusammengefügt werden sollen, beim Gießen des Betons aneinanderliegen, so dass die Seite eines bereits fertiggestellten Teils als Schalung für das daran anzuschließende Teil dient. Durch eine Folie oder ein Trennmittel zwischen den Bauteilen lassen sich diese nach dem Erstarren des Betons einfach wieder voneinander lösen.

## Erfindung
Erfunden wurde das Kontaktverfahren vom französischen Ingenieur Jean Muller im Jahr 1954, der das Prinzip zum ersten Mal beim Bau der Shelton Bridge, einer kleinen Brücke in der Umgebung von New York, anwendete.

## Verwendung und technischer Hintergrund
Zum Einsatz kommt das Kontaktverfahren vor allem beim Bau von Brückensegmenten, welche später aneinandergereiht und mit Spanngliedern vorgespannt werden. Hier ist es besonders wichtig, dass die Segmente sehr genau zusammen passen. Um ungewollte (und gefährliche) Spannungsspitzen zu vermeiden, sollten deshalb die Fugen frei von Spalten oder Hohlräumen sein. Dadurch, dass beim Kontaktverfahren ein Segment jeweils gegen sein Nachbarsegment betoniert wird, ist gewährleistet, dass die Fertigteile beim Einbau exakt zueinander passen.
Eine scherfeste Verbindung in den Fugen wird durch eine Art Nut-Feder-Verbindung erreicht. Dazu wird mit Hilfe der Schalung des Fertigteils eine Nut eingeprägt. Beim Betonieren des nächsten Teils gegen diese Nut bildet sich die passende Feder aus. Im Englischen spricht man von male und female shear key, also einem männlichen und einem weiblichen „Schlüsselpaar“ zur Übertragung der Scherkräfte.